# Symphodus melops
Symphodus melops (Linnaeus, 1758), conosciuto comunemente come tordo occhionero è un pesce osseo marino appartenente alla famiglia Labridae.

## Distribuzione e habitat
Questa specie è la più settentrionale di tutti i Symphodus; è diffusa nell'Oceano Atlantico orientale tra la Norvegia e il Marocco comprese le Azzorre e le Canarie. È presente, ma raro, nel mar Mediterraneo, compreso il mar Adriatico. Nella Sicilia sud-occidentale è da poco stata scoperta una popolazione stabile.
Vive su fondi rocciosi ricchi di vegetazione, spesso (non nel Mediterraneo) tra le alghe brune del genere Laminaria, da 1 a 30 metri di profondità.

## Descrizione
Ha aspetto generale simile a quello degli altri membri del genere Symphodus, in questa specie però il corpo appare particolarmente alto e tozzo, il muso piuttosto corto e le labbra piccole e poco carnose. La livrea è variabile come in tutti i Symphodus, ed è il principale carattere di riconoscimento. Caratteri presenti in tutte le livree sono una macchia reniforme scura dietro l'occhio, una macchietta scura nella parte centrale del peduncolo caudale (che può essere più o meno visibile) e tre fasce scure longitudinali che possono essere interrotte e suddivise in serie di macchie quadrangolari. Il colore di fondo è di solito beige o marrone chiaro, talvolta, soprattutto nei giovani, bluastro o verde vivo. I maschi riproduttivi sono caratterizzati dalla presenza di linee blu sulla parte inferiore della testa e da punti dello stesso colore e rossi sparsi sul corpo e sulle pinne. Il colore di fondo può essere azzurrino o rossiccio.
Misura fino a 28 cm ma normalmente non supera i 20 cm.

## Biologia
La longevità arriva a 9 anni. È stato osservato agire come "pesce pulitore" liberando dai parassiti alcuni pagelli.

### Riproduzione
Nel Mediterraneo si riproduce tra la primavera e l'inizio dell'estate. Il nido viene preparato dal maschio deponendo alghe in una depressione rocciosa.

### Alimentazione
Si ciba di crostacei, molluschi, idrozoi, briozoi e vermi marini.

## Pesca
Occasionale, con lenze e tramagli. Le carni sono mediocri come nella generalità dei Labridae, vengono impiegate per la zuppa di pesce.

## Conservazione
Si tratta di una specie non minacciata, con popolazioni di diversa entità e abbondanza nelle diverse parti dell'areale ma comunque stabili.